# NGC 7832
NGC 7832 est une galaxie elliptique située dans la constellation des Poissons. Sa vitesse par rapport au fond diffus cosmologique est de 5 893 ± 28 km/s, ce qui correspond à une distance de Hubble de 86,9 ± 6,1 Mpc (∼283 millions d'al). NGC 7832 a été découverte par l'astronome germano-britannique William Herschel en 1784. Elle fut également découverte indépendamment par l'astronome américain Lewis Swift le 12 septembre 1896 et par la suite listée comme étant IC 5386 au sein de l'Index catalogue.
NGC 7832 est une galaxie LINER, c'est-à-dire une galaxie dont le noyau présente un spectre d'émission caractérisé par de larges raies d'atomes faiblement ionisés. De plus, selon la base de données Simbad, NGC 7832 est une galaxie active de type Seyfert 2.
À ce jour, seule une mesure non basée sur le décalage vers le rouge (redshift) donne une distance d'environ 73,4 Mpc (∼239 millions d'al), ce qui est à l'extérieur des valeurs de la distance de Hubble.